# Jacopo Sansovino

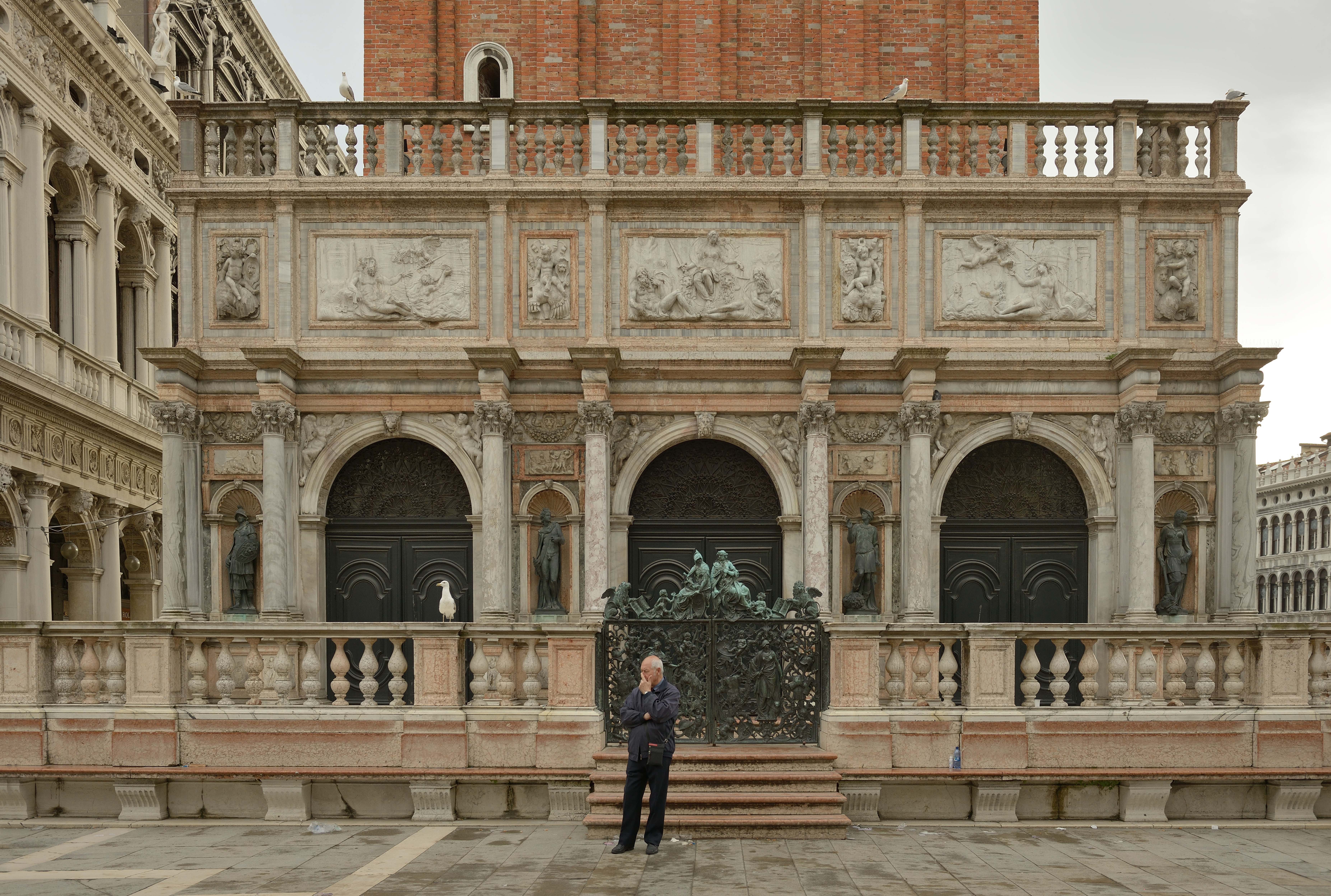
Loggettan i Venedig.

Jacopo Sansovino, egentligen Jacopo d'Antonio Tatti, född 2 juli 1486 i Florens, död 27 november 1570 i Venedig, var en italiensk arkitekt och skulptör under renässansen.

## Biografi
Namnet Sansovino övertog han från sin lärare Andrea Sansovino, hos vilken han studerade till 1502. Genom Giuliano da Sangallo introducerades han vid påvehovet i Rom 1505, och studerade där grundligt antik skulptur och arkitektur. Sansovino arbetade omväxlande i Rom och Florens, med kortare besök i Venedig 1523, tills han efter Sacco di Roma 1527 definitivt slog sig ned i Venedig. Han fick 1529 posten som stadsarkitekt och utvecklade en rik verksamhet som arkitekt och skulptör.
Hans mest berömda byggnad är San Marcobiblioteket och den smyckeliknande Loggettan vid Markusplatsen. Även som skulptör blev han en centralgestalt i Venedig. Till hans vänner och medhjälpare hörde flera ledande inhemska skulptörer och bland målarna var Tizian hans vän. Antikstudiet var viktigt för Sansovino, som trots nära influenser från Michelangelo bevarade en måttfull dimensionering i sina verk.